# Copa de Campeones de la Concacaf 2003
La Copa de Campeones 2003 fue la trigésimo octava edición de la Copa de Campeones de la Concacaf, torneo de fútbol a nivel de clubes más importante de Norteamérica, Centroamérica y el Caribe organizado por la Concacaf. El torneo comenzó el 4 de marzo y culminó el 8 de octubre de 2003.
El formato de 16 equipos fue desechado para la edición siguiente, pasando a ser de 16 a 8 participantes.
El Deportivo Toluca ganó el torneo, el segundo en la historia del club, batiendo al Monarcas Morelia. que por segunda ocasión consecutiva llegó a la final.

## Equipos participantes
| País                     | Equipo                                                                       | Clasificación |
| ------------------------ | ---------------------------------------------------------------------------- | --- |
| México 4 cupos           | Club América Club Necaxa Deportivo Toluca Monarcas Morelia                   | Campeón del Verano 2002 Subcampeón del Verano 2002 Campeón de Apertura 2002 Subcampeón de Apertura 2002                                           |
| Estados Unidos 4 cupos   | Los Angeles Galaxy New England Revolution Columbus Crew San Jose Earthquakes | Campeón de la MLS Cup 2002 Subcampeón de la MLS Cup 2002 Campeón de la Lamar Hunt U.S. Open Cup 2002 Subcampeón de la MLS Supporters' Shield 2002 |
| Guatemala 2 cupos        | C.S.D. Comunicaciones C.S.D. Municipal                                       | Cuarto puesto de la Copa Interclubes de la Uncaf 2002 Segundo del grupo B de la Copa Interclubes de la Uncaf 2002                                 |
| Costa Rica 1 cupo        | L.D. Alajuelense                                                             | Campeón de la Copa Interclubes de la Uncaf 2002                                                                                                   |
| Jamaica 1 cupo           | Arnett Gardens F.C.                                                          | Ganador del grupo A del Campeonato de Clubes de la CFU 2002                                                                                       |
| Trinidad y Tobago 1 cupo | W Connection F.C.                                                            | Ganador del grupo B del Campeonato de Clubes de la CFU 2002                                                                                       |
| Panamá 1 cupo            | C.D. Árabe Unido                                                             | Subcampeón de la Copa Interclubes de la Uncaf 2002                                                                                                |
| Honduras 1 cupo          | C.D. Motagua                                                                 | Tercer puesto de la Copa Interclubes de la Uncaf 2002                                                                                             |
| El Salvador 1 cupo       | CD FAS                                                                       | Segundo del grupo A de la Copa Interclubes de la Uncaf 2002                                                                                       |

## Cuadro de desarrollo
|  | Octavos de final         | Octavos de final         | Octavos de final         | Octavos de final         |   |                    | Cuartos de final | Cuartos de final | Cuartos de final | Cuartos de final |  |               | Semifinales                               | Semifinales                               | Semifinales                               | Semifinales                               |  |         | Final                                        | Final                                        | Final                                        | Final                                        |  |
|  | 4 de marzo al 2 de abril | 4 de marzo al 2 de abril | 4 de marzo al 2 de abril | 4 de marzo al 2 de abril |   |                    | 9 al 23 de abril | 9 al 23 de abril | 9 al 23 de abril | 9 al 23 de abril |  |               | 30 de abril (ida) 7 y 14 de mayo (vuelta) | 30 de abril (ida) 7 y 14 de mayo (vuelta) | 30 de abril (ida) 7 y 14 de mayo (vuelta) | 30 de abril (ida) 7 y 14 de mayo (vuelta) |  |         | 17 de septiembre (ida) 8 de octubre (vuelta) | 17 de septiembre (ida) 8 de octubre (vuelta) | 17 de septiembre (ida) 8 de octubre (vuelta) | 17 de septiembre (ida) 8 de octubre (vuelta) |  |
|  |                          |                          |                          |                          |   |                    |                  |                  |                  |                  |  |               |                                           |                                           |                                           |                                           |  |         |                                              |                                              |                                              |                                              |  |
|  |                          |                          |                          |                          |   |                    |                  |                  |                  |                  |  |               |                                           |                                           |                                           |                                           |  |         |                                              |                                              |                                              |                                              |  |
|  | Motagua                  | 2                        | 0                        | 2                        |   |                    |                  |                  |                  |                  |  |               |                                           |                                           |                                           |                                           |  |         |                                              |                                              |                                              |                                              |  |
|  | Motagua                  | 2                        | 0                        | 2                        |   |                    |                  |                  |                  |                  |  |               |                                           |                                           |                                           |                                           |  |         |                                              |                                              |                                              |                                              |  |
|  | Los Angeles Galaxy       | 2                        | 1                        | 3                        |   |                    |                  |                  |                  |                  |  |               |                                           |                                           |                                           |                                           |  |         |                                              |                                              |                                              |                                              |  |
|  | Los Angeles Galaxy       | 2                        | 1                        | 3                        |   | Los Angeles Galaxy | 1                | 1                | 2                |                  |  |               |                                           |                                           |                                           |                                           |  |         |                                              |                                              |                                              |                                              |  |
|  |                          |                          |                          |                          |   | Los Angeles Galaxy | 1                | 1                | 2                |                  |  |               |                                           |                                           |                                           |                                           |  |         |                                              |                                              |                                              |                                              |  |
|  |                          |                          | Necaxa                   | 4                        | 2 | 6                  |                  |                  |                  |                  |  |               |                                           |                                           |                                           |                                           |  |         |                                              |                                              |                                              |                                              |  |
|  | Arnett Gardens           | 0                        | Necaxa                   | 4                        | 2 | 6                  | 0                | 0                |                  |                  |  |               |                                           |                                           |                                           |                                           |  |         |                                              |                                              |                                              |                                              |  |
|  | Arnett Gardens           | 0                        |                          |                          |   |                    |                  |                  |                  |                  |  |               |                                           |                                           |                                           |                                           |  |         |                                              |                                              |                                              |                                              |  |
|  | Necaxa                   | 0                        | 1                        | 1                        |   |                    |                  |                  |                  |                  |  |               |                                           |                                           |                                           |                                           |  |         |                                              |                                              |                                              |                                              |  |
|  | Necaxa                   | 0                        | 1                        | 1                        |   |                    |                  |                  |                  |                  |  | Necaxa        | 0                                         | 0                                         | 0                                         |                                           |  |         |                                              |                                              |                                              |                                              |  |
|  |                          |                          |                          |                          |   |                    |                  |                  |                  |                  |  | Necaxa        | 0                                         | 0                                         | 0                                         |                                           |  |         |                                              |                                              |                                              |                                              |  |
|  |                          |                          | Morelia                  | 0                        | 6 | 6                  |                  |                  |                  |                  |  |               |                                           |                                           |                                           |                                           |  |         |                                              |                                              |                                              |                                              |  |
|  | Comunicaciones           | 1                        | Morelia                  | 0                        | 6 | 6                  | 0                | 1                |                  |                  |  |               |                                           |                                           |                                           |                                           |  |         |                                              |                                              |                                              |                                              |  |
|  | Comunicaciones           | 1                        |                          |                          |   |                    |                  |                  |                  |                  |  |               |                                           |                                           |                                           |                                           |  |         |                                              |                                              |                                              |                                              |  |
|  | Morelia                  | 0                        | 4                        | 4                        |   |                    |                  |                  |                  |                  |  |               |                                           |                                           |                                           |                                           |  |         |                                              |                                              |                                              |                                              |  |
|  | Morelia                  | 0                        | 4                        | 4                        |   | Morelia            | 6                | 0                | 6                |                  |  |               |                                           |                                           |                                           |                                           |  |         |                                              |                                              |                                              |                                              |  |
|  |                          |                          |                          |                          |   | Morelia            | 6                | 0                | 6                |                  |  |               |                                           |                                           |                                           |                                           |  |         |                                              |                                              |                                              |                                              |  |
|  |                          |                          | Columbus Crew            | 0                        | 2 | 2                  |                  |                  |                  |                  |  |               |                                           |                                           |                                           |                                           |  |         |                                              |                                              |                                              |                                              |  |
|  | Árabe Unido              | 2                        | Columbus Crew            | 0                        | 2 | 2                  | 0                | 2                |                  |                  |  |               |                                           |                                           |                                           |                                           |  |         |                                              |                                              |                                              |                                              |  |
|  | Árabe Unido              | 2                        |                          |                          |   |                    |                  |                  |                  |                  |  |               |                                           |                                           |                                           |                                           |  |         |                                              |                                              |                                              |                                              |  |
|  | Columbus Crew            | 1                        | 3                        | 4                        |   |                    |                  |                  |                  |                  |  |               |                                           |                                           |                                           |                                           |  |         |                                              |                                              |                                              |                                              |  |
|  | Columbus Crew            | 1                        | 3                        | 4                        |   |                    |                  |                  |                  |                  |  |               |                                           |                                           |                                           |                                           |  | Morelia | 3                                            | 1                                            | 4                                            |                                              |  |
|  |                          |                          |                          |                          |   |                    |                  |                  |                  |                  |  |               |                                           |                                           |                                           |                                           |  | Morelia | 3                                            | 1                                            | 4                                            |                                              |  |
|  |                          |                          | Toluca                   | 3                        | 2 | 5                  |                  |                  |                  |                  |  |               |                                           |                                           |                                           |                                           |  |         |                                              |                                              |                                              |                                              |  |
|  | Municipal                | 4                        | Toluca                   | 3                        | 2 | 5                  | 1                | 5                |                  |                  |  |               |                                           |                                           |                                           |                                           |  |         |                                              |                                              |                                              |                                              |  |
|  | Municipal                | 4                        |                          |                          |   |                    |                  |                  |                  |                  |  |               |                                           |                                           |                                           |                                           |  |         |                                              |                                              |                                              |                                              |  |
|  | San Jose Earthquakes     | 2                        | 2                        | 4                        |   |                    |                  |                  |                  |                  |  |               |                                           |                                           |                                           |                                           |  |         |                                              |                                              |                                              |                                              |  |
|  | San Jose Earthquakes     | 2                        | 2                        | 4                        |   | Municipal          | 1                | 1                | 2                |                  |  |               |                                           |                                           |                                           |                                           |  |         |                                              |                                              |                                              |                                              |  |
|  |                          |                          |                          |                          |   | Municipal          | 1                | 1                | 2                |                  |  |               |                                           |                                           |                                           |                                           |  |         |                                              |                                              |                                              |                                              |  |
|  |                          |                          | Toluca                   | 2                        | 2 | 4                  |                  |                  |                  |                  |  |               |                                           |                                           |                                           |                                           |  |         |                                              |                                              |                                              |                                              |  |
|  | Toluca                   | 3                        | Toluca                   | 2                        | 2 | 4                  | 3                | 6                |                  |                  |  |               |                                           |                                           |                                           |                                           |  |         |                                              |                                              |                                              |                                              |  |
|  | Toluca                   | 3                        |                          |                          |   |                    |                  |                  |                  |                  |  |               |                                           |                                           |                                           |                                           |  |         |                                              |                                              |                                              |                                              |  |
|  | W Connection             | 3                        | 2                        | 5                        |   |                    |                  |                  |                  |                  |  |               |                                           |                                           |                                           |                                           |  |         |                                              |                                              |                                              |                                              |  |
|  | W Connection             | 3                        | 2                        | 5                        |   |                    |                  |                  |                  |                  |  | Toluca (t.s.) | 1                                         | 4                                         | 5                                         |                                           |  |         |                                              |                                              |                                              |                                              |  |
|  |                          |                          |                          |                          |   |                    |                  |                  |                  |                  |  | Toluca (t.s.) | 1                                         | 4                                         | 5                                         |                                           |  |         |                                              |                                              |                                              |                                              |  |
|  |                          |                          | América                  | 4                        | 0 | 4                  |                  |                  |                  |                  |  |               |                                           |                                           |                                           |                                           |  |         |                                              |                                              |                                              |                                              |  |
|  | FAS                      | 3                        | América                  | 4                        | 0 | 4                  | 0                | 3                |                  |                  |  |               |                                           |                                           |                                           |                                           |  |         |                                              |                                              |                                              |                                              |  |
|  | FAS                      | 3                        |                          |                          |   |                    |                  |                  |                  |                  |  |               |                                           |                                           |                                           |                                           |  |         |                                              |                                              |                                              |                                              |  |
|  | América                  | 1                        | 3                        | 4                        |   |                    |                  |                  |                  |                  |  |               |                                           |                                           |                                           |                                           |  |         |                                              |                                              |                                              |                                              |  |
|  | América                  | 1                        | 3                        | 4                        |   | América            | 4                | 1                | 5                |                  |  |               |                                           |                                           |                                           |                                           |  |         |                                              |                                              |                                              |                                              |  |
|  |                          |                          |                          |                          |   | América            | 4                | 1                | 5                |                  |  |               |                                           |                                           |                                           |                                           |  |         |                                              |                                              |                                              |                                              |  |
|  |                          |                          | Alajuelense              | 0                        | 3 | 3                  |                  |                  |                  |                  |  |               |                                           |                                           |                                           |                                           |  |         |                                              |                                              |                                              |                                              |  |
|  | Alajuelense              | 4                        | Alajuelense              | 0                        | 3 | 3                  | 1                | 5                |                  |                  |  |               |                                           |                                           |                                           |                                           |  |         |                                              |                                              |                                              |                                              |  |
|  | Alajuelense              | 4                        |                          |                          |   |                    |                  |                  |                  |                  |  |               |                                           |                                           |                                           |                                           |  |         |                                              |                                              |                                              |                                              |  |
|  | New England Revolution   | 0                        | 3                        | 3                        |   |                    |                  |                  |                  |                  |  |               |                                           |                                           |                                           |                                           |  |         |                                              |                                              |                                              |                                              |  |
|  | New England Revolution   | 0                        | 3                        | 3                        |   |                    |                  |                  |                  |                  |  |               |                                           |                                           |                                           |                                           |  |         |                                              |                                              |                                              |                                              |  |
|  |                          |                          |                          |                          |   |                    |                  |                  |                  |                  |  |               |                                           |                                           |                                           |                                           |  |         |                                              |                                              |                                              |                                              |  |

### Octavos de final
| 16 de marzo de 2003 | Motagua               | 2:2 (1:1) | Los Angeles Galaxy                          | Estadio Nacional de Tegucigalpa, Tegucigalpa |  |
|                     | Amado Guevara 36' 85' |           | Carlos Ruiz Gutiérrez 21' · Alexi Lalas 61' |                                              |  |

| 23 de marzo de 2003 | Los Angeles Galaxy | 1:0 (0:0) | Motagua | Fullerton, California |  |
|                     | Alexi Lalas 72'    |           |         |                       |  |

| 5 de marzo de 2003 | Arnett Gardens | 0:0 | Necaxa | Independence Park, Kingston |  |

| 19 de marzo de 2003 | Necaxa              | 1:0 (0:0) | Arnett Gardens | Estadio Municipal de Aguascalientes, Aguascalientes |  |
|                     | Adelino Batista 67' |           |                |                                                     |  |

| 12 de marzo de 2003 | Comunicaciones | 1:0 (0:0) | Monarcas Morelia | Estadio Mateo Flores, Ciudad de Guatemala |  |
|                     | Cubero 59'     |           |                  |                                           |  |

| 26 de marzo de 2003 | Monarcas Morelia                                   | 4:0 (0:0) | Comunicaciones | Estadio Morelos, Morelia |  |
|                     | Adolfo Bautista 71' 74' 81' · Enrique Vizcarra 48' |           |                |                          |  |

| 16 de marzo de 2003 | Árabe Unido                                  | 2:1 (1:0) | Columbus Crew    | Estadio Rommel Fernández, Ciudad de Panamá |  |
|                     | Agustín Salinas 7' (pen.) · Julio Medina 62' |           | Edson Buddle 59' |                                            |  |

| 23 de marzo de 2003 | Columbus Crew                           | 3:0 (1:0) | Árabe Unido | Mapfre Stadium, Columbus |  |
|                     | Edson Buddle 43' 59' · Kyle Martino 70' |           |             |                          |  |

| 16 de marzo de 2003 | Municipal                                                                 | 4:2 (3:0) | San Jose Earthquakes | Estadio Mateo Flores, Ciudad de Guatemala |  |
|                     | Gonzalo Romero 28' 37' · Carlos Figueroa 39' · Selvin Ponciano 55' (pen.) |           | Manny Lagos 64' 71'  |                                           |  |

| 26 de marzo de 2003 | San Jose Earthquakes                 | 2:1 (2:0) | Municipal             | Spartan Stadium, San José |  |
|                     | Landon Donovan 19' · Brian Ching 35' |           | Juan Carlos Plata 76' |                           |  |

| 12 de marzo de 2003 | Toluca                                     | 3:2 (0:2) | W Connection                          | Estadio Nemesio Díez, Toluca de Lerdo |  |
|                     | Vicente Sánchez 65' 83' · Edgar García 77' |           | Rolando Viana 18' · Kendall Davis 38' |                                       |  |

| 2 de abril de 2003 | W Connection                                               | 3:3 (0:1) | Toluca                                     | Estadio Hasely Crawford, Puerto España |  |
|                    | Earl Jean 47' · Silvio Spann 69' (pen.) · George Isaac 73' |           | Ariel Franco 15' 67' · Antonio Naelson 62' |                                        |  |

| 4 de marzo de 2003 | FAS                                             | 3:1 (2:0) | América      | Estadio Cuscatlán, San Salvador |  |
|                    | de la Cruz 3' · Jorge Rodríguez 6' · Murgas 82' |           | Quiñónez 67' |                                 |  |

| 26 de marzo de 2003 | América                                                              | 3:0 (2:0) | FAS | Estadio Cotton Bowl, Dallas |  |
|                     | Franky Oviedo 26' · Adrián García Arias 33' · Santiago Fernández 53' |           |     |                             |  |

| 23 de marzo de 2003 | Alajuelense                                                                       | 4:0 (2:0) | New England Revolution | Estadio Alejandro Morera Soto, Alajuela |  |
|                     | Erick Scott 17' 82' (pen.) · Rolando Fonseca 32' (pen.) · Alejandro Alpizar 90+2' |           |                        |                                         |  |

| 26 de marzo de 2003 | New England Revolution                                            | 3:1 (1:0) | Alajuelense         | Estadio Alejandro Morera Soto, Alajuela |  |
|                     | Taylor Twellman 18' (pen.) · Wolde Harris 54' · Steve Ralston 56' |           | Rolando Fonseca 66' |                                         |  |

### Cuartos de final
| 9 de abril de 2003 | Los Angeles Galaxy     | 1:4 (1:1) | Necaxa                                                            | Fullerton, California |  |
|                    | Álex Pineda Chacón 36' |           | Juan Franco 27' 51' · Luis Roberto Alves 81' · Miguel Larrosa 87' |                       |  |

| 16 de abril de 2003 | Necaxa                   | 2:1 (1:1) | Los Angeles Galaxy | Estadio Municipal de Aguascalientes, Aguascalientes |  |
|                     | Rodolfo Espinoza 43' 84' |           | Chris Albright 32' |                                                     |  |

| 9 de abril de 2003 | Monarcas Morelia                                                                             | 6:0 (2:0) | Columbus Crew | Estadio Morelos, Morelia |  |
|                    | Roberto Palacios 39' · Ismael Iñiguez 42' 70' · Adolfo Bautista 49' 55' · Reinaldo Navia 68' |           |               |                          |  |

| 16 de abril de 2003 | Columbus Crew                                 | 2:0 (2:0) | Monarcas Morelia | Mapfre Stadium, Columbus |  |
|                     | Edson Buddle 15' · Jeff Cunningham 29' (pen.) |           |                  |                          |  |

| 9 de abril de 2003 | Municipal         | 1:2 (1:1) | Toluca                                          | Estadio Mateo Flores, Ciudad de Guatemala |  |
|                    | Mario Acevedo 41' |           | José Saturnino Cardozo 9' · Miguel Almanzar 85' |                                           |  |

| 16 de abril de 2003 | Toluca                                  | 2:1 (2:1) | Municipal         | Estadio Nemesio Díez, Toluca de Lerdo |  |
|                     | Emmanuel Ruiz 25' · Vicente Sánchez 44' |           | Gonzalo Romero 8' |                                       |  |

| 16 de abril de 2003 | América                                                                    | 4:0 (0:0) | Alajuelense | Estadio Azteca, Distrito Federal |  |
|                     | Marcelo Lipatin 72' 84' · Hugo Castillo 50' · Cuauhtémoc Blanco 88' (pen.) |           |             |                                  |  |

| 23 de abril de 2003 | Alajuelense                            | 3:1 (2:1) | América       | Estadio Alejandro Morera Soto, Alajuela |  |
|                     | Chinchilla 16' · Scott 21' · López 73' |           | Fernández 10' |                                         |  |

### Semifinales
| 30 de abril de 2003 | Necaxa | 0:0 | Monarcas Morelia | Estadio Azteca, Distrito Federal |  |

| 7 de mayo de 2003 | Monarcas Morelia                                                                                             | 6:0 (5:0) | Necaxa | Estadio Morelos, Morelia |  |
|                   | Reinaldo Navia 9' 21' · Roberto Palacios 28' · Charel Hernández 38' · Jorge Almirón 42' · Rodrigo Prieto 77' |           |        |                          |  |

| 30 de abril de 2003 | Toluca             | 1:4 (1:1) | América                                                                   | Estadio Nemesio Diez, Toluca de Lerdo |  |
|                     | Edgar González 13' |           | Marcelo Lipatín 35' 63' · Raúl Mendoza 56' · Cuauhtémoc Blanco 83' (pen.) |                                       |  |

| 14 de mayo de 2003 | América | 0:4 (0:3, 0:0) (0:1 t. s.) | Toluca                                                       | Estadio Azteca, Distrito Federal |  |
|                    |         |                            | Edgar García 72' 88' · Eric Espinoza 69' · Emmanuel Ruiz 92' |                                  |  |

### Final

#### Ida
| 17 de septiembre de 2003 | Monarcas Morelia                            | 3:3 (1:2) | Toluca                                  | Estadio Morelos, Morelia |  |
|                          | Reinaldo Navia 44' 63' · Damián Álvarez 69' |           | Israel López 6' 82' · Uzziel Lozano 13' |                          |  |

#### Vuelta
| 8 de octubre de 2003 | Toluca                                   | 2:1 (1:0) | Monarcas Morelia   | Estadio Nemesio Diez, Toluca de Lerdo |                                 |
|                      | Paulo da Silva 35' · Vicente Sánchez 54' |           | Damián Álvarez 81' | Asistencia: 18,000 espectadores       | Asistencia: 18,000 espectadores |

| Bandera de México        |
| Campeón Toluca 2° título |

## Goleadores
| Jugador         | Equipo           | Goles |
| --------------- | ---------------- | ----- |
| Reinaldo Naiva  | Monarcas Morelia | 5     |
| Vicente Sánchez | Toluca           | 4     |
| Edson Buddle    | Columbus Crew    | 4     |
| Marcelo Lipatín | América          | 4     |